# سيزمي باسكين
سيزمي باسكين (بالتركية: Cezmi Baskın)‏ هو ممثل تركي، ولد في 11 مارس 1949 بإسطنبول في تركيا.

## وصلات خارجية
- سيزمي باسكين على موقع IMDb (الإنجليزية)
- سيزمي باسكين على موقع ألو سيني (الفرنسية)
- سيزمي باسكين على موقع أول موفي (الإنجليزية)
- سيزمي باسكين على موقع قاعدة بيانات الأفلام السويدية (السويدية)
- سيزمي باسكين على موقع قاعدة بيانات الفيلم (الإنجليزية)
- سيزمي باسكين على موقع كينوبويسك (الروسية)